# 尼古拉·德·卡蒂纳

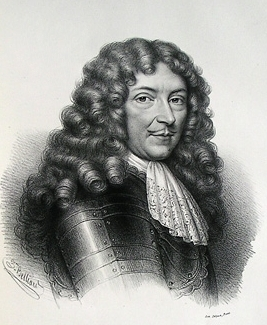
尼古拉·德·卡蒂纳

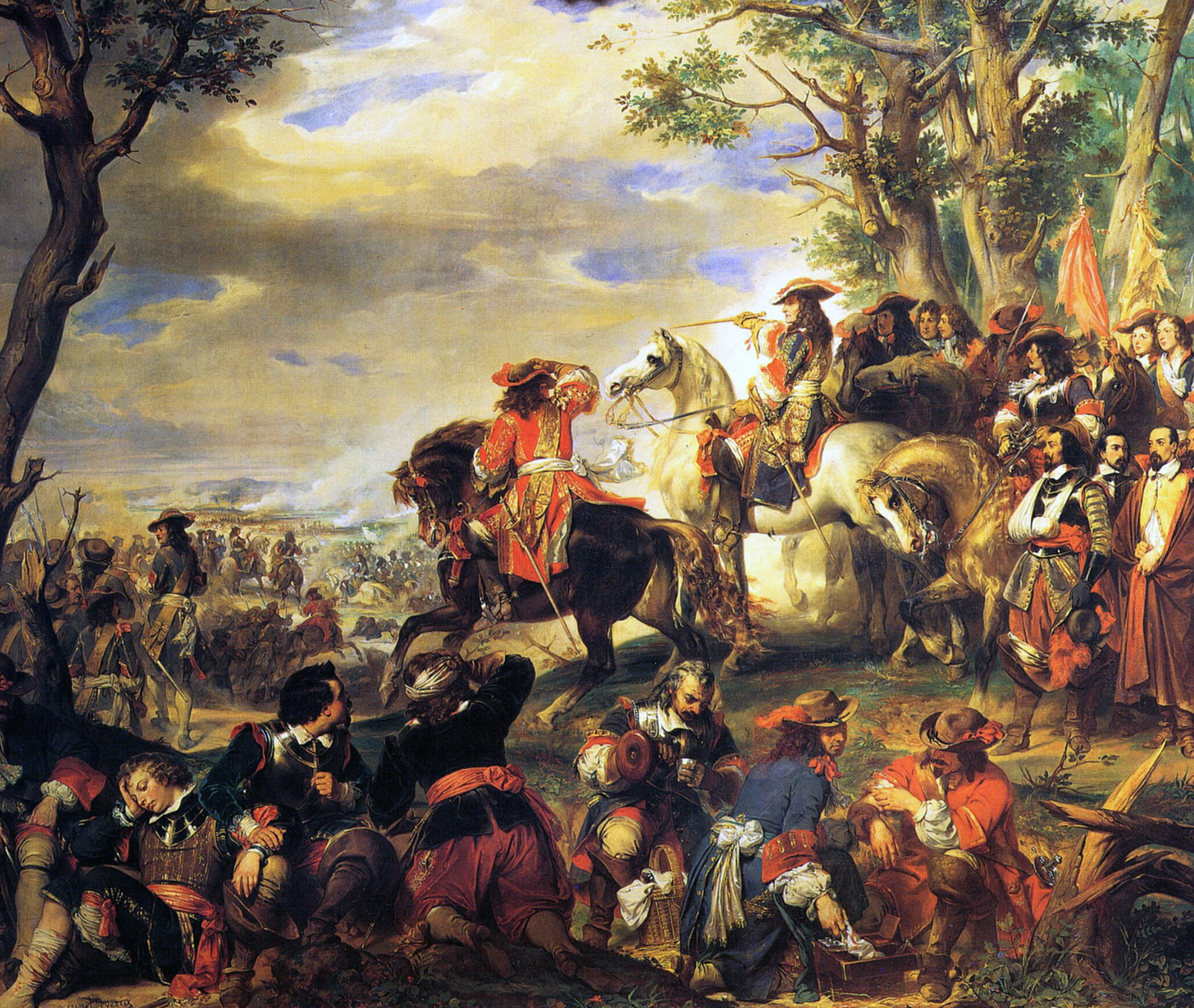
在馬爾薩利亞戰役指揮若定的卡提納

尼古拉·德·卡蒂纳（法語：Nicolas de Catinat，法語發音：[nikɔla də katina]；1637年9月1日—1712年2月22日），中產階級出身的法國元帥。

## 生平
他生於巴黎，是地方法官的兒子，年輕時成為律師，後來參軍從戎，首次脫穎而出的戰役為1667年的里昂圍城戰（權力轉移戰爭）。他在之後的幾次戰爭都表現出色，於1688年躍升為少將。1690年九年戰爭期間，卡提納被法王路易十四派任為駐義大利的法軍司令，於斯塔法爾達戰役中擊潰奧地利和薩伏依公爵的聯軍，征服整個薩伏依；1693年10月4日，他又在馬爾薩利亞戰役大敗薩伏依公爵维托里奥·阿梅迪奥二世，之後他又憑優勢兵力壓制著神聖羅馬帝國的義大利主帥──軍事天才歐根親王。
馬爾薩利亞戰役後，卡提納正式被提拔為元帥。他曾和騎兵團一同在野外露宿；雖然這支部隊在戰鬥中繳獲了28面軍旗，但他還是和衣而睡。見此情景，士兵們便拿來軍旗蓋在他們熟睡的長官身上。其他的部隊知曉後，出於對統帥的十分敬仰，也將他們繳獲的軍旗集中在元帥身邊。次日清晨當卡提納醒來後，發現自己身邊全是戰利品的軍旗，同時整個部隊也為他歡呼，喊聲震天。1697年九年戰爭結束的條件，是薩伏依公爵轉與法國結盟、幫助法國勢力伸入義大利。
1701-1714年的西班牙王位繼承戰爭開打後，原法國的盟友薩伏依公爵維托里奧背叛了當時在義大利的卡提納，促使卡提納被奧軍的歐根親王擊敗，他很快被召回法國。有些敵對的權貴提議讓他去指揮德國人（巴伐利亞選侯國）的軍隊，但他拒絕接受這種冷遇，於1702年退隱在自己聖-格拉提昂-蒙莫朗西的莊園，以修剪花園為樂。他在1712年2月22日老死於此地。